# Dorte Dalum Jensen
Dorte Dalum Jensen (født 3. juli 1978 i Hadsund) er en dansk fodboldspiller (forsvarer). Hun spiller for øjeblikket i Toppserien i den norske klub LSK Kvinner. Jensen har vundet over 40 hætter for Danmarks kvindefodboldlandshold.

## Klubkarriere
I januar 2008 forlad Jensen det svenske Damallsvenskan, som var kandidater til Djurgårdens IF Dam for at underskrive kontrakt med Olympique Lyonnais. I sommeren 2009 vendte hun tilbage til norsk fodbold, hvor hun tidligere har spillet for IF Liungen og Asker SK. Denne gang skrev hun kontrakt med Team Strømmen, som i 2010 skiftede navn til LSK Kvinner. Jensen fik i januar 2011 et beskadiget korsbånd.
Dorte Dalum Jensen begyndte at spille fodbold på sin skole i en alder af 10 år. Hendes tidligere karriere startede i Hadsund Boldklub, Vorup FB og derefter Hjortshøj-Egaa Idrætsforening, før hun rejste til Norge.

## National karriere
Hun repræsenterede Danmark ved UEFA Women's Euro 2005 og blev udnævnt på holdet ved VM i fodbold for kvinder 2007 i Kina.
Dalum Jensen vandt 14 hætter og scorede to mål for Danmarks U/21-fodboldlandshold mod Holland i september 1999.